# شهرستان بعقوبه
شهرستان بعقوبه (به عربی: قضاء بعقوبة) یک منطقهٔ مسکونی در عراق است که در استان دیاله واقع شده‌است. شهرستان بعقوبه ۴۶۷٬۸۹۵ نفر جمعیت دارد.